# Clémence Eme
Clémence Eme (nascida a 24 de abril de 1997) é um judoca francesa.
Ela ganhou uma medalha de prata no Campeonato Mundial de Judo de 2021.